# رویال رامبل

رویال رامبل (به انگلیسی: Royal Rumble) نام یک رویداد کشتی حرفه‌ای غیر رایگان (Pay-Per-View) می‌باشد که هر ژانویه، کمپانی کشتی کج دبلیودبلیوئی آن را تهیه و برگزار می‌کند. این رویداد نخستین بار به تاریخ ۲۴ ژانویه ۱۹۸۸ در همیلتون افتتاح گشت. اگرچه این رویداد یک رویداد غیر رایگان نبود اما به عنوان یک شوء اصلی از تلویزیون (به صورت اختصاصی) و از شبکهٔ یو اس ای روی آنتن رفت. سال آینده ما شاهد برگزاری نخستین رویداد رویال رامبل به صورت یک رویداد غیر رایگان بودیم.
مهم‌ترین مسابقه در رویال رامبل، مسابقه‌ای با همین نام می‌باشد که به صورت یک مسابقه حذفی و معمولاً با ۳۰ کشتی‌گیر انجام می‌گیرد (البته در سال ۲۰۱۱ برای نخستین بار شاهد مسابقه‌ای ۴۰ نفره بودیم). جیم دوگان به عنوان برنده نخستین رویال رامبل شناخته می‌شود. استون کلد استیو آستین با سه بار پیروزی در این مسابقه، رکورددار مسابقات رویال رامبل است. در مکان‌های بعدی هالک هوگان، شان مایکلز، جان سینا، باتیستا، تریپل ایچ، رندی اورتون ادج  و کودی رودز با کسب ۲ پیروزی قرار دارند.
رویداد غیر رایگان رویال رامبل به همراه رسلمانیا، سامر اسلم و سروایور سریز به عنوان قدیمی‌ترین و بزرگ‌ترین رویدادهای کمپانی دبلیودبلیوئی شناخته می‌شود. رویال رامبل یکی از عامه پسندترین و محبوب‌ترین رویدادهای کشتی حرفه‌ای می‌باشد.

## توضیحاتی بیشتر

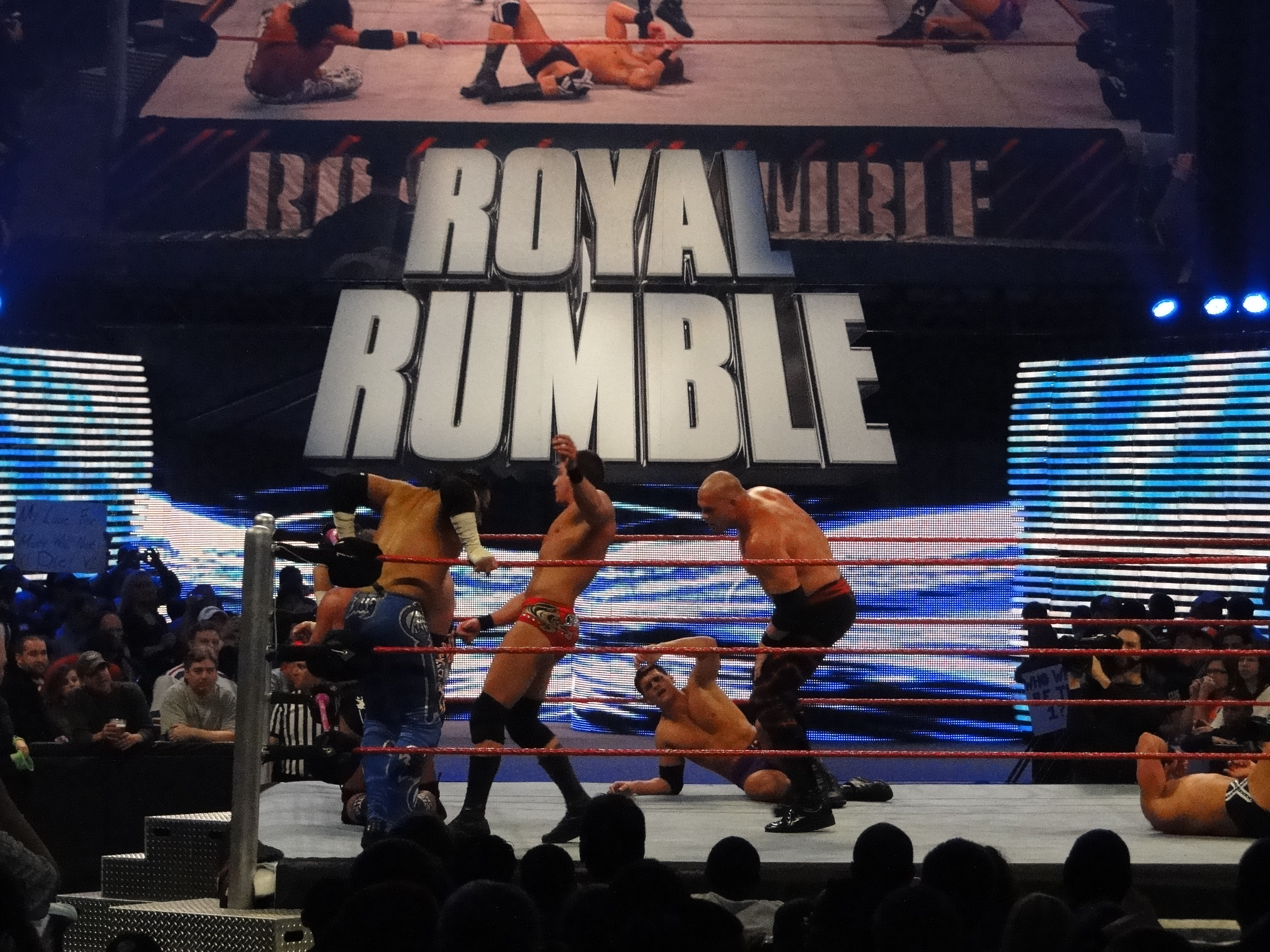
مسابقه رویال رامبل

قوانین مسابقه: در این نوع بازی‌ها فاصلهٔ ورود نفر بعدی نسبت به نفر اول حدود ۱:۳۰
دقیقه می‌باشد. کشتی‌گیر حتماً باید آن کسی را که می‌خواهد خارج کند را
از بالاترین طناب بیندازد. اگر کسی از پایین طناب‌ها خارج شد او هنوز به
طور قانونی حذف نمی‌شود. دخالت کردن افراد دیگر در این مسابقه اشکالی ندارد و مسابقه بدون رد صلاحیت (DQ) می‌باشد و استفاده از وسایل بیرون
رینگ نیز مشکلی ندارد. داوران باید بیرون رینگ بیاستند و متوجه خروج کشتی
گیران بشوند. اگر کشتی گیران با یک پا یا بادستان بیرون بیفتند هنوز حذف
نشده‌اند. کشتی‌گیری که بیرون افتاد باید هر چه سریع تر سالن را ترک کنند. کشتی‌گیری که اصلاً حذف نشده برنده مسابقه است.

## لیست رویدادهای برگزار شده با این نام و برندگان مسابقه رویال رامبل
| ردیف | رویداد                      | تاریخ (به ژانویه) | برنده                                | شماره ورود برنده | طولانی‌ترین شرکت‌کننده      |
| ---- | --------------------------- | ----------------- | ------------------------------------ | ---------------- | ------------------------- |
| ۱    | رویال رامبل (۱۹۸۸)          | ۲۴                | جیم دوگان                            | ۱۳               | برت هارت                  |
| ۲    | رویال رامبل (۱۹۸۹)          | ۱۵                | بیگ جان استاد                        | ۲۷               | مستر پرفکت                |
| ۳    | رویال رامبل (۱۹۹۰)          | ۲۱                | هالک هوگان                           | ۲۵               | میلیون دلار من تد دیبیاسی |
| ۴    | رویال رامبل (۱۹۹۱)          | ۱۹                | هالک هوگان                           | ۲۴               | ریک مارتل                 |
| ۵    | رویال رامبل (۱۹۹۲)          | ۲۴                | ریک فلیر                             | ۳                | ریک فلیر                  |
| ۶    | رویال رامبل (۱۹۹۳)          | ۲۲                | یوکوزونا                             | ۲۷               | باب بکلد                  |
| ۷    | رویال رامبل (۱۹۹۴)          | ۲۱                | برت هارت و لکس لاگر                  | ۲۷–۲۳            | شاون مایکلز               |
| ۸    | رویال رامبل (۱۹۹۵)          | ۱۹                | شاون مایکلز                          | ۱                | شاون مایکلز               |
| ۹    | رویال رامبل (۱۹۹۶)          | ۱۸                | شاون مایکلز                          | ۱۸               | تریپل اچ                  |
| ۱۰   | رویال رامبل (۱۹۹۷)          | ۲۴                | استون کلد استیو آستین                | ۵                | استون کلد استیو آستین     |
| ۱۱   | رویال رامبل (۱۹۹۸)          | ۲۳                | استون کلد استیو آستین                | ۲۴               | د راک                     |
| ۱۲   | رویال رامبل (۱۹۹۹)          | ۲۱                | وینس مک‌ماهون (رئیس کمپانی)           | ۲                | وینس مک‌ماهون              |
| ۱۳   | رویال رامبل (۲۰۰۰)          | ۲۰                | د راک                                | ۲۴               | تست                       |
| ۱۴   | رویال رامبل (۲۰۰۱)          | ۱۹                | استون کلد استیو آستین                | ۲۷               | کین                       |
| ۱۵   | رویال رامبل (۲۰۰۲)          | ۲۵                | تریپل اچ                             | ۲۲               | استیو آستین               |
| ۱۶   | رویال رامبل (۲۰۰۳)          | ۱۹                | براک لزنر                            | ۲۹               | کریس جریکو                |
| ۱۷   | رویال رامبل (۲۰۰۴)          | ۲۵                | کریس بنوا                            | ۱                | کریس بنوا                 |
| ۱۸   | رویال رامبل (۲۰۰۵)          | ۳۰                | باتیستا                              | ۲۸               | کریس بنوا                 |
| ۱۹   | رویال رامبل (۲۰۰۶)          | ۲۹                | ری میستریو                           | ۲                | ری میستریو                |
| ۲۰   | رویال رامبل (۲۰۰۷)          | ۲۸                | آندرتیکر                             | ۳۰               | ادج                       |
| ۲۱   | رویال رامبل (۲۰۰۸)          | ۲۷                | جان سینا                             | ۳۰               | باتیستا                   |
| ۲۲   | رویال رامبل (۲۰۰۹)          | ۲۵                | رندی اورتن                           | ۸                | تریپل اچ                  |
| ۲۳   | رویال رامبل (۲۰۱۰)          | ۳۱                | ادج                                  | ۲۹               | شان مایکلز                |
| ۲۴   | رویال رامبل (۲۰۱۱)          | ۳۰                | آلبرتو دلریو                         | ۳۸               | سی ام پانک                |
| ۲۵   | رویال رامبل (۲۰۱۲)          | ۲۹                | شیمس                                 | ۲۲               | د میز                     |
| ۲۶   | رویال رامبل (۲۰۱۳)          | ۲۷                | جان سینا                             | ۱۹               | دولف زیگلر                |
| ۲۷   | رویال رامبل (۲۰۱۴)          | ۲۶                | باتیستا                              | ۲۸               | سی ام پانک                |
| ۲۸   | رویال رامبل (۲۰۱۵)          | ۲۵                | رومن رینز                            | ۱۹               | بری وایت                  |
| ۲۹   | رویال رامبل (۲۰۱۶)          | ۲۴                | تریپل اچ                             | ۳۰               | رومن رینز                 |
| ۳۰   | رویال رامبل (۲۰۱۷)          | ۲۹                | رندی اورتن                           | ۲۳               | کریس جریکو                |
| ۳۱   | رویال رامبل (۲۰۱۸)          | ۲۸                | مردان: شینسکه ناکامورا زنان: آسکا    | ۱۵ ۲۵            | فین بلر ساشا بنکس         |
| ۳۲   | بزرگترین رویال رامبل (۲۰۱۸) | ۲۷ آوریل ۲۰۱۸     | براون استرومن                        | ۴۱               | دنیل برایان               |
| ۳۳   | رویال رامبل (۲۰۱۹)          | ۲۸                | مردان :ست رالینز زنان: بکی لینچ      | ۱۰ ۲۸            | ست رالینز شارلوت فلر      |
| ۳۴   | رویال رامبل (۲۰۲۰)          | ۲۷                | مردان :درو مکینتایر زنان: شارلوت فلر | ۱۶ ۱۷            | درو مکینتایر بیانکا بلر   |
| ۳۵   | رویال رامبل (۲۰۲۱)          | ۳۱                | مردان :ادج زنان: بیانکا بلر          | ۱ ۴              | ادج بیانکا بلر            |
| ۳۶   | رویال رامبل (۲۰۲۲)          | ۲۹                | مردان :براک لزنر زنان: رانداروزی     | ۳۰ ۲۸            | ای جی استایلز بیانکا بلر  |
| ۳۷   | رویال رامبل (۲۰۲۳)          | ۲۸                | مردان: گونتر زنان: ریا ریپلی         | ۳۰ ۱             | گانتر ریا ریپلی           |
| ۳۸   | رویال رامبل (۲۰۲۴)          | ۲۷                | مردان:جی اوسو زنان: بیلی             | ۱۵ ۳             | جی اوسو بیلی              |
| ۳۹   | رویال رامبل (۲۰۲۵)          | ۱ فوریه           | مردان: جی اوسو زنان: شارلوت فلر      | ۲۰ ۲۷            | پنتا رکسان پرز            |

## رکوردهای رویال رامبل

### بیش‌ترین برندگان
| نام کشتی‌گیر           | تعداد برد | سال‌ها            |
| --------------------- | --------- | ---------------- |
| استون کلد استیو آستین | ۳         | ۱۹۹۷، ۱۹۹۸، ۲۰۰۱ |
| هالک هوگان            | ۲         | ۱۹۹۰، ۱۹۹۱       |
| شان مایکلز            | ۲         | ۱۹۹۵، ۱۹۹۶       |
| باتیستا               | ۲         | ۲۰۰۵، ۲۰۱۴       |
| براک لزنر             | ۲         | ۲۰۰۳، ۲۰۲۲       |
| جان سینا              | ۲         | ۲۰۰۸، ۲۰۱۳       |
| تریپل اچ              | ۲         | ۲۰۰۲، ۲۰۱۶       |
| رندی اورتون           | ۲         | ۲۰۰۹، ۲۰۱۷       |
| ادج                   | ۲         | ۲۰۱۰، ۲۰۲۱       |
| کودی رودز             | ۲         | ۲۰۲۳، ۲۰۲۴       |

### بیشترین نایب قهرمانی
| نام کشتی‌گیر | تعداد نایب قهرمانی | سال‌ها                  |
| ----------- | ------------------ | ---------------------- |
| رومن رینز   | ۴                  | ۲۰۱۴, ۲۰۱۷, ۲۰۱۸, ۲۰۲۰ |
| جان سینا    | ۳                  | ۲۰۰۵, ۲۰۱۰, ۲۰۲۵       |
| شاون مایکلز | ۲                  | ۱۹۹۴, ۲۰۰۷             |
| بیگ شو      | ۲                  | ۲۰۰۰, ۲۰۰۴             |
| رندی اورتن  | ۲                  | ۲۰۰۶, ۲۰۲۱             |
| تریپل اچ    | ۲                  | ۲۰۰۸, ۲۰۰۹             |

### بیشترین تعداد حضور در مسابقه رویال رامبل
| نام کشتی‌گیر   | تعداد حضور در مسابقه رویال رامبل | اولین حضور | آخرین حضور                         |
| ------------- | -------------------------------- | ---------- | ---------------------------------- |
| کین           | ۲۰                               | ۱۹۹۶       | ۲۰۲۱                               |
| دولف زیگلر    | ۱۵                               | ۲۰۰۹       | ۲۰۲۲                               |
| کوفی کینگستون | ۱۴                               | ۲۰۰۹       | ۲۰۲۲                               |
| رندی اورتون   | ۱۴                               | ۲۰۰۴       | ۲۰۲۲                               |
| گلداست        | ۱۳                               | ۱۹۹۷       | ۲۰۱۸ (رویال رامبل ۵۰ نفره عربستان) |
| ری میستریو    | ۱۳                               | ۲۰۰۳       | ۲۰۲۲                               |
| د میز         | ۱۳                               | ۲۰۰۷       | ۲۰۲۱                               |
| شاون مایکلز   | ۱۲                               | ۱۹۸۹       | ۲۰۱۰                               |
| بیگ شو        | ۱۲                               | ۲۰۰۰       | ۲۰۱۷                               |
| آندرتیکر      | ۱۱                               | ۱۹۹۱       | ۲۰۱۷                               |
| کریس جریکو    | ۱۱                               | ۲۰۰۰       | ۲۰۱۸ (رویال رامبل ۵۰ نفره عربستان) |
| شلتون بنجامین | ۱۱                               | ۲۰۰۳       | ۲۰۲۰                               |

### طولانی‌ترین شرکت کنندگان در یک مسابقه
| #  | نام کشتی‌گیر           | زمان    | سال‌ها                              |
| -- | --------------------- | ------- | ---------------------------------- |
| ۱  | دنیل برایان           | ۱:۱۶:۰۵ | ۲۰۱۸ (رویال رامبل ۵۰ نفره عربستان) |
| ۲  | گانتر                 | ۱:۱۱:۴۲ | ۲۰۲۳                               |
| ۳  | ری میستریو            | ۱:۰۲:۱۲ | ۲۰۰۶                               |
| ۴  | کریس بنوا             | ۱:۰۱:۳۰ | ۲۰۰۴                               |
| ۵  | باب بکلاند            | ۱:۰۱:۱۰ | ۱۹۹۳                               |
| ۶  | تریپل اچ              | ۱:۰۰:۱۶ | ۲۰۰۶                               |
| ۷  | کریس جریکو            | ۱:۰۰۱۳  | ۲۰۱۷                               |
| ۸  | ریک فلیر              | ۱:۰۰:۰۲ | ۱۹۹۲                               |
| ۹  | رومن رینز             | ۵۹:۴۸   | ۲۰۱۶                               |
| ۱۰ | ادج                   | ۵۸:۳۰   | ۲۰۲۱                               |
| ۱۱ | رندی اورتن            | ۵۸:۳۰   | ۲۰۲۱                               |
| ۱۲ | فین بلر               | ۵۷:۳۸   | ۲۰۱۸                               |
| ۱۳ | استون کلد استیو آستین | ۵۶:۳۸   | ۱۹۹۹                               |
| ۱۴ | وینس مک‌من             | ۵۶:۳۸   | ۱۹۹۹                               |
| ۱۵ | کین                   | ۵۳:۴۶   | ۲۰۰۱                               |
| ۱۶ | شیمس                  | ۵۲:۳۰   | ۲۰۲۳                               |
| ۱۷ | ریک مارتل             | ۵۲:۱۷   | ۱۹۹۱                               |
| ۱۸ | د راک                 | ۵۱:۳۲   | ۱۹۹۸                               |
| ۱۹ | جی اوسو               | ۵۰:۵۵   | ۲۰۲۴                               |
| ۲۰ | کریس جریکو            | ۵۰:۴۷   | ۲۰۱۶                               |
| ۲۱ | تریپل اچ              | ۵۰:۰۰   | ۲۰۰۹                               |
| ۲۲ | دولف زیگلر            | ۴۹:۴۷   | ۲۰۱۳                               |
| ۲۳ | ری میستریو            | ۴۹:۲۶   | ۲۰۰۹                               |
| ۲۴ | سی‌ام پانک             | ۴۹:۱۲   | ۲۰۱۴                               |
| ۲۵ | ست رولینز             | ۴۸:۳۷   | ۲۰۱۴                               |
| ۲۶ | رندی اورتون           | ۴۸:۳۰   | ۲۰۰۹                               |
| ۲۷ | تریپل اچ              | ۴۸:۰۴   | ۱۹۹۶                               |
| ۲۸ | کریس جریکو            | ۴۷:۵۳   | ۲۰۱۳                               |
| ۲۹ | کریس بنوا             | ۴۷:۲۶   | ۲۰۰۵                               |
| ۳۰ | سمی زین               | ۴۷:۱۲   | ۲۰۱۷                               |
| ۳۱ | بری وایت              | ۴۶:۵۰   | ۲۰۱۵                               |

### طولانی‌ترین شرکت کنندگان در مجموع
| # | نام کشتی‌گیر | زمان    |
| - | ----------- | ------- |
| ۱ | کریس جریکو  | ۴:۵۸:۱۲ |
| ۲ | تریپل ایچ   | ۳:۵۹:۳۷ |
| ۳ | کودی رودز   | ۳:۵۱:۴۳ |
| ۴ | رندی اورتن  | ۳:۴۲:۳۰ |
| ۵ | کین         | ۳:۳۸:۴۶ |
| ۶ | ری میستریو  | ۳:۲۰:۰۱ |

### سریع‌ترین حذف شدگان در یک مسابقه
| ۱  | سانتینو مارلا و شیمس و مایک کنلیس | ۰:۰۰:۰۱ | ۲۰۰۹ و ۲۰۱۸ |                              |    |       |         |      |
| ۲  | د وارلورد                         | ۰:۰۰:۰۲ | ۱۹۸۹        |                              |    |       |         |      |
| ۳  | ام او                             | ۰:۰۰:۰۳ | ۱۹۹۵        |                              |    |       |         |      |
| ۴  | اوون هارت و جی دی مک دونا         | ۰:۰۰:۰۳ | ۱۹۹۵ و ۲۰۲۴ |                              |    |       |         |      |
| ۵  | لوک ویلیامز                       | ۰:۰۰:۰۴ | ۱۹۹۱        |                              |    |       |         |      |
| ۶  | جری لاولر                         | ۰:۰۰:۰۴ | ۱۹۹۷        |                              |    |       |         |      |
| ۷  | تایتوس اونیل                      | ۰:۰۰:۰۴ | ۲۰۱۵        |                              |    |       |         |      |
| ۸  | د گادفادر                         | ۰:۰۰:۰۵ | ۲۰۱۳        |                              |    |       |         |      |
| ۹  | گیلبرگ                            | ۰:۰۰:۰۷ | ۱۹۹۹        | ۱۰-لودویک کایزر۱۰ ثانیه ۲۰۲۵ | ۱۱ | د میز | ۰:۰۰:۰۷ | ۲۰۰۷ |
| ۱۱ | مانتل ونتاویوس پورتر              | ۰:۰۰:۰۷ | ۲۰۱۰        |                              |    |       |         |      |
| ۱۲ | تَز                                | ۰:۰۰:۱۰ | ۲۰۰۱        |                              |    |       |         |      |

### بیش‌ترین حذف در یک مسابقه رویال رامبل
| نام کشتی‌گیر           | تعداد حذف‌ها                 | سال  |
| --------------------- | --------------------------- | ---- |
| براک لزنر             | ۱۳ (در رویال رامبل ۳۰ نفره) | ۲۰۲۰ |
| براون استرومن         | ۱۳ (در رویال رامبل ۵۰ نفره) | ۲۰۱۸ |
| رومن رینز             | ۱۲                          | ۲۰۱۴ |
| کین                   | ۱۱                          | ۲۰۰۱ |
| هالک هوگان            | ۱۰                          | ۱۹۸۹ |
| استون کلد استیو آستین | ۱۰                          | ۱۹۹۷ |
| شان مایکلز            | ۸                           | ۱۹۹۶ |
| استون کلد استیو آستین | ۸                           | ۱۹۹۹ |
| هالک هوگان            | ۷                           | ۱۹۹۱ |
| یوکوزونا              | ۷                           | ۱۹۹۳ |
| دیزل (کوین نش)        | ۷                           | ۱۹۹۴ |
| ریکیشی                | ۷                           | ۲۰۰۰ |
| باتیستا               | ۶                           | ۲۰۰۲ |

### تعداد کل حذف‌ها
| نام کشتی‌گیر                   | تعداد حذف‌ها | تعداد حضور در رویال رامبل |
| ----------------------------- | ----------- | ------------------------- |
| اسحق (آیزاک) یانکم/دیزل ۲/کین | ۴۶          | ۲۰                        |
| آندرتیکر                      | ۴۰          | ۱۱                        |
| شاون مایکلز                   | ۳۹          | ۱۲                        |
| استون کلد استیو آستین         | ۳۶          | ۶                         |
| براون استرومن                 | ۳۳          | ۶                         |
| تریپل اچ                      | ۳۲          | ۹                         |
| بیگ شو                        | ۳۲          | ۱۲                        |
| رومن رینز                     | ۳۲          | ۶                         |
| براک لزنر                     | ۲۹          | ۵                         |
| رندی اورتون                   | ۲۹          | ۱۴                        |
| هالک هوگان                    | ۲۷          | ۴                         |
| جان سینا                      | ۲۲          | ۷                         |
| سی ام پانک                    | ۱۸          | ۶                         |
| باتیستا                       | ۱۷          | ۵                         |
| کریس جریکو                    | ۱۵          | ۸                         |

### کشتی گیرانی که چندین بار در یک شب مسابقه داده‌اند
این کشتی گیران بیش از یک بار در یک مسابقه رامبل یا چندین مسابقه رامبل در یک شب شرکت کرده‌اند. میک فولی سه بار با شخصیت‌های مختلف وارد یک مسابقه شد، در حالی که نایا جکس در هر دو مسابقه رویال رامبل زنان و مردان شرکت کرد.
| کشتی‌گیر  | تعداد | سال  |
| -------- | ----- | ---- |
| میک فولی | ۳     | ۱۹۹۸ |
| نایا جکس | ۲     | ۲۰۱۹ |

### شرکت کنندگان زن در مسابقه رویال رامبل مردان
| نام کشتی‌گیر | تعداد حضور | سال‌ها       |
| ----------- | ---------- | ----------- |
| چاینا       | ۲          | ۱۹۹۹ و ۲۰۰۰ |
| بث فینیکس   | ۱          | ۲۰۱۰        |
| کیا استیونز | ۱          | ۲۰۱۲        |
| نایا جکس    | ۱          | ۲۰۱۹        |